# Yokohama
Yokohama (横浜市, Yokohama-shi) ou Iocoama é a capital da prefeitura de Kanagawa, na região de Kantō, Japão. Faz parte da região metropolitana de Tóquio, onde também se localiza a capital do país. É uma cidade designada por decreto governamental.
Em Outubro de 2016 a cidade tinha uma população estimada em 3 732 616 habitantes e uma densidade populacional de 8 534 h/km² sendo a segunda maior cidade do Japão. Tem uma área total de 437,38 km². Recebeu o estatuto de cidade em 1 de abril de 1889.
É a maior cidade independente do Japão e o maior porto, com a concentração comercial da área da Grande Tóquio. Um dos ex-libris da cidade é a Yokohama Landmark Tower, o mais alto edifício do Japão (296 m de altura). O Estádio Internacional de Yokohama foi o palco da final da Copa do Mundo FIFA de 2002.

## Etimologia
Yokohama (横 浜) significa literalmente "praia horizontal". A área atual cercada pelo parque Maita, o rio Ōoka e o rio Nakamura havia sido um golfo dividido por um banco de areia do mar aberto. Este banco de areia era a vila de pescadores original de Yokohama. Como o banco de areia se projetava perpendicularmente à terra ou horizontalmente quando visto do mar, era chamado de "praia horizontal".

## História

### Século XIX

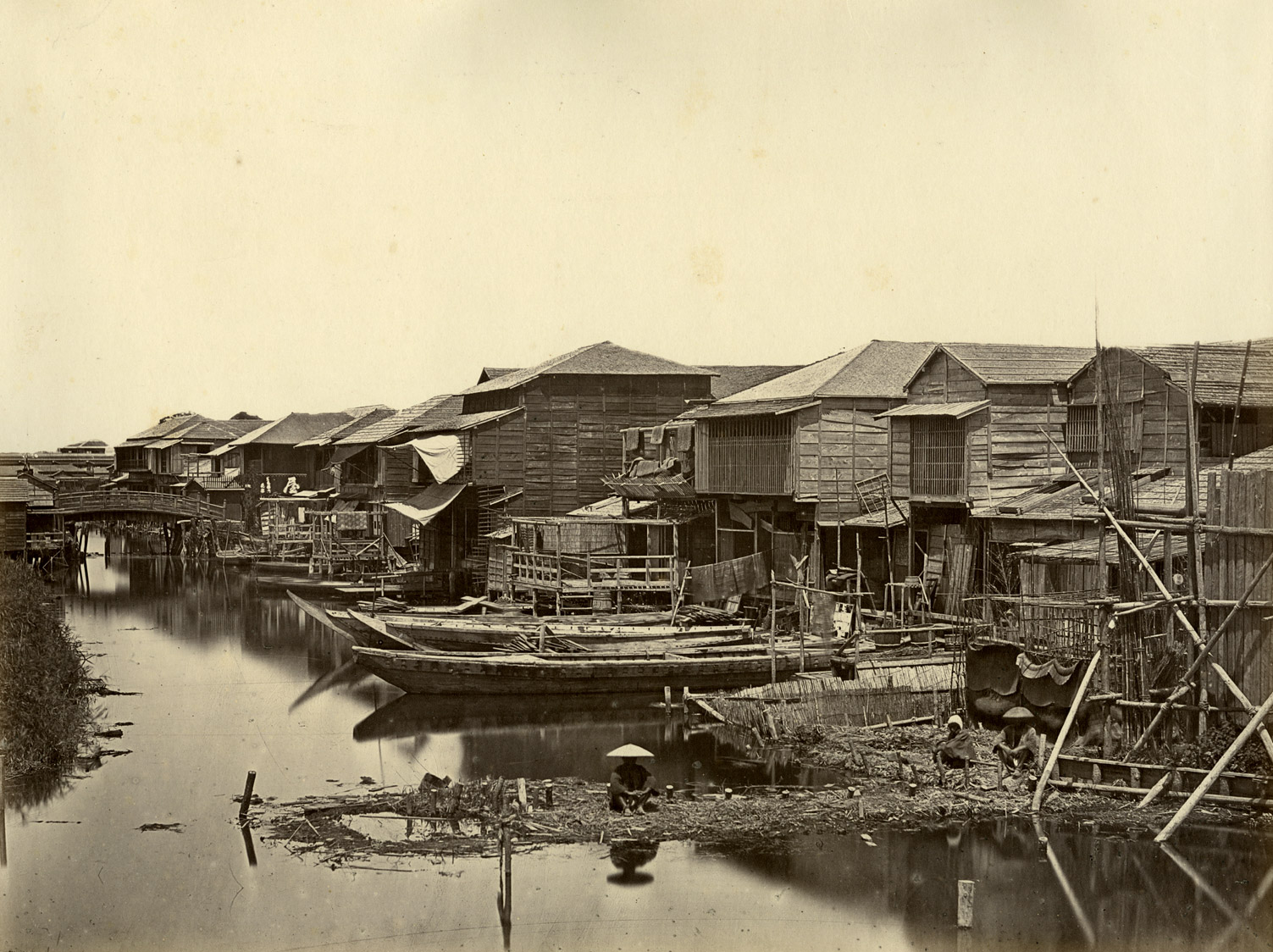
Yokohama em 1865

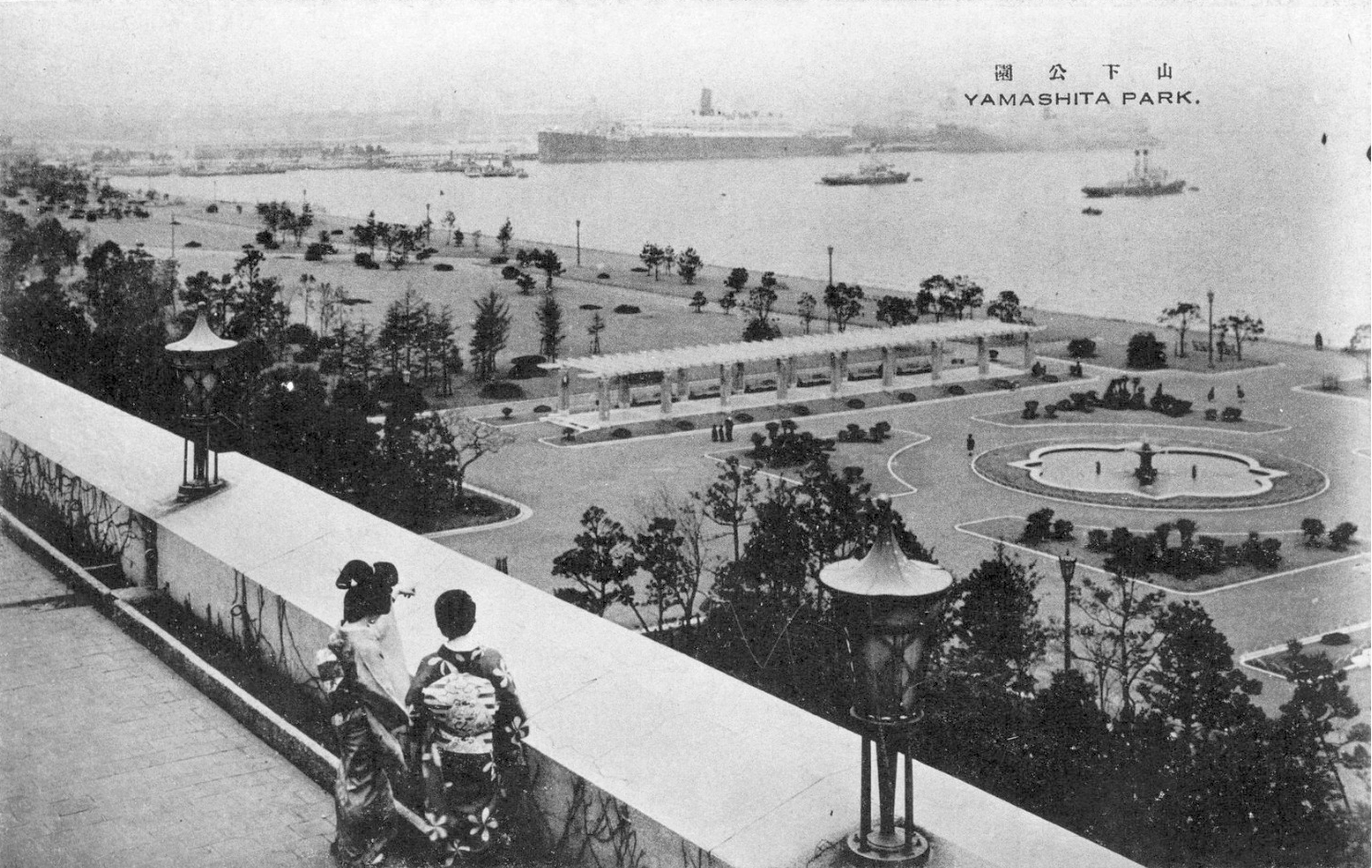
Parque Yamashita na década de 1930

Em 1854, Yokohama era uma pequena aldeia piscatória, mas a partir desta data, a qual coincide com a chegada do comodoro norte-americano Matthew Calbraith Perry, a povoação começou a desenvolver-se, até que em 1859 tornou-se um porto de comércio importante e o local para o estabelecimento de estrangeiros que gozavam de direitos extraterritoriais.
Nesta época a cidade passou a ser essencialmente conhecida pela exportação de seda, embora continuasse ligada à pesca. O comércio estrangeiro conduziu para o rápido crescimento de Yokohama, que funcionou durante a segunda metade do século XIX como um dos principais portos do Oceano Pacífico.
A primeira linha de caminho-de-ferro foi construída em 1872 para a ligação de Yokohama a Tóquio e impulsionou de tal modo o seu desenvolvimento que em 1889 se tornou cidade. Passada uma década os direitos de comércio extraterritoriais na cidade foram abolidos.

### Século XX
Em 1923, Yokohama foi vítima de um violento sismo (Grande sismo de Kantō) que destruiu parcialmente a cidade. Apesar das consequências negativas, este acontecimento potenciou o desenvolvimento da cidade, que foi rapidamente reconstruída, modernizada e alvo de várias alterações, nomeadamente no seu porto.
Durante a Segunda Guerra Mundial, Yokohama foi atingida por pesados bombardeamentos aéreos, conseguindo contudo superar este obstáculo e prosseguir com o seu desenvolvimento ligado às facilidades portuárias e à indústria.

## Geografia

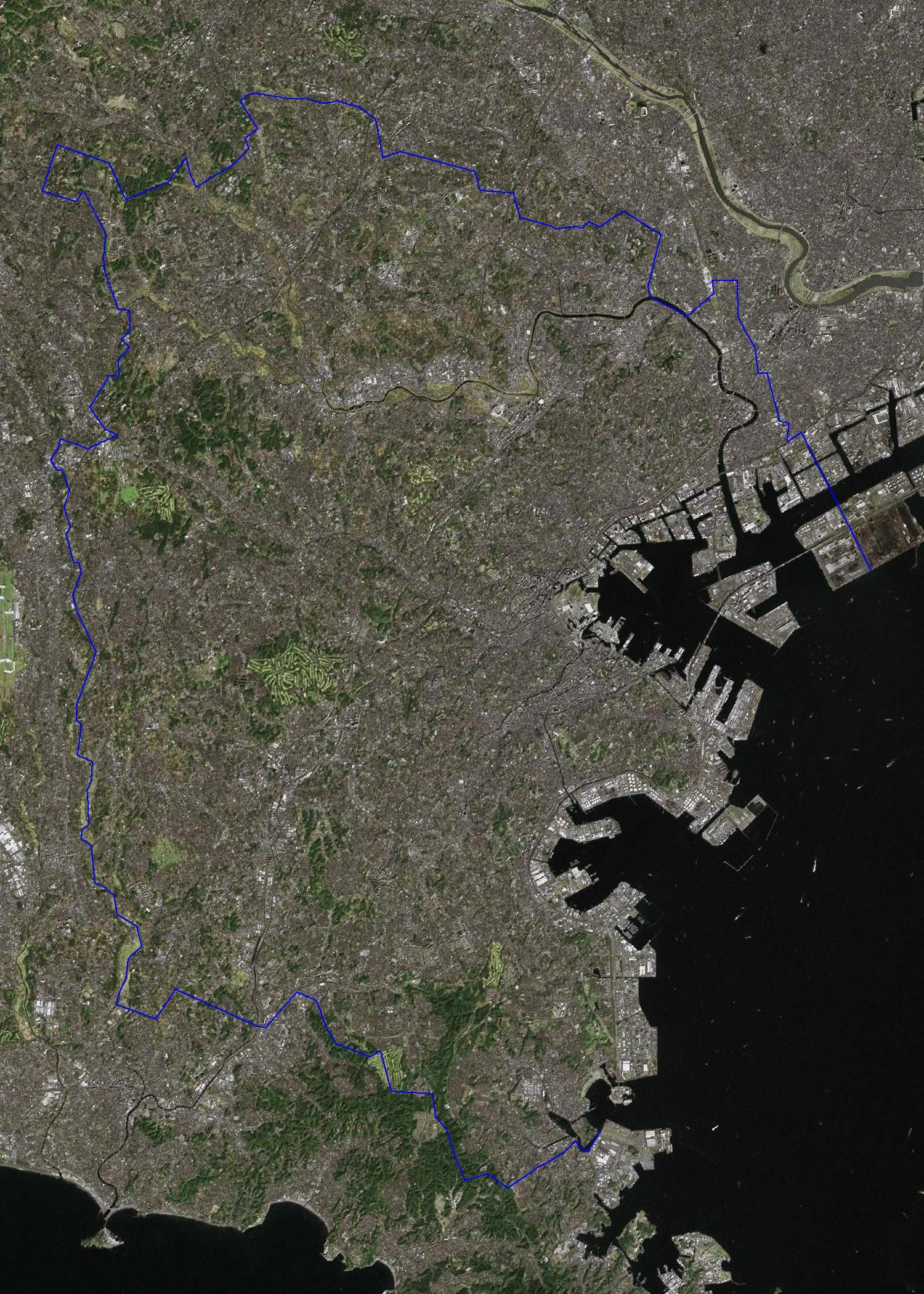
Imagem de satélite de Yokohama.

Yokohama tem uma área total de 437,38 km² e fica a 5 metros acima do nível do mar. É a capital da prefeitura de Kanagawa, faz fronteira com a Baía de Tóquio e fica no meio da planície de Kantō. A cidade é cercada por colinas e pelo sistema montanhoso característico da ilha de Honshū, de modo que seu crescimento foi limitado e teve que ganhar terreno para o mar. Isso também afeta a densidade populacional, uma das maiores do Japão. Os pontos mais altos dentro do limite urbano são Omaruyama (156 m) e Monte Enkaizan (153 m). O rio principal é o rio Tsurumi, que começa nas colinas de Tama e deságua no Oceano Pacífico.

### Geologia
A cidade é muito propensa a fenômenos naturais, como terremotos, porque a ilha de Honshū possui uma alta atividade sísmica, estando no meio do Anel de Fogo do Pacífico. A maioria dos movimentos sísmicos são de baixa intensidade e geralmente não são percebidos pelas pessoas. No entanto, Yokohama sofreu dois tremores principais que refletem a evolução da engenharia sísmica: o grande sismo de Kantō de 1923, que devastou a cidade e causou mais de 100 000 mortes em toda a região, enquanto o terremoto e tsunami de 2011, com um epicentro na costa leste do país, também foi sentido na cidade, mas apenas os danos materiais tiveram que ser lamentados, porque a maioria dos edifícios já estava preparada para apoiá-los.

### Parques

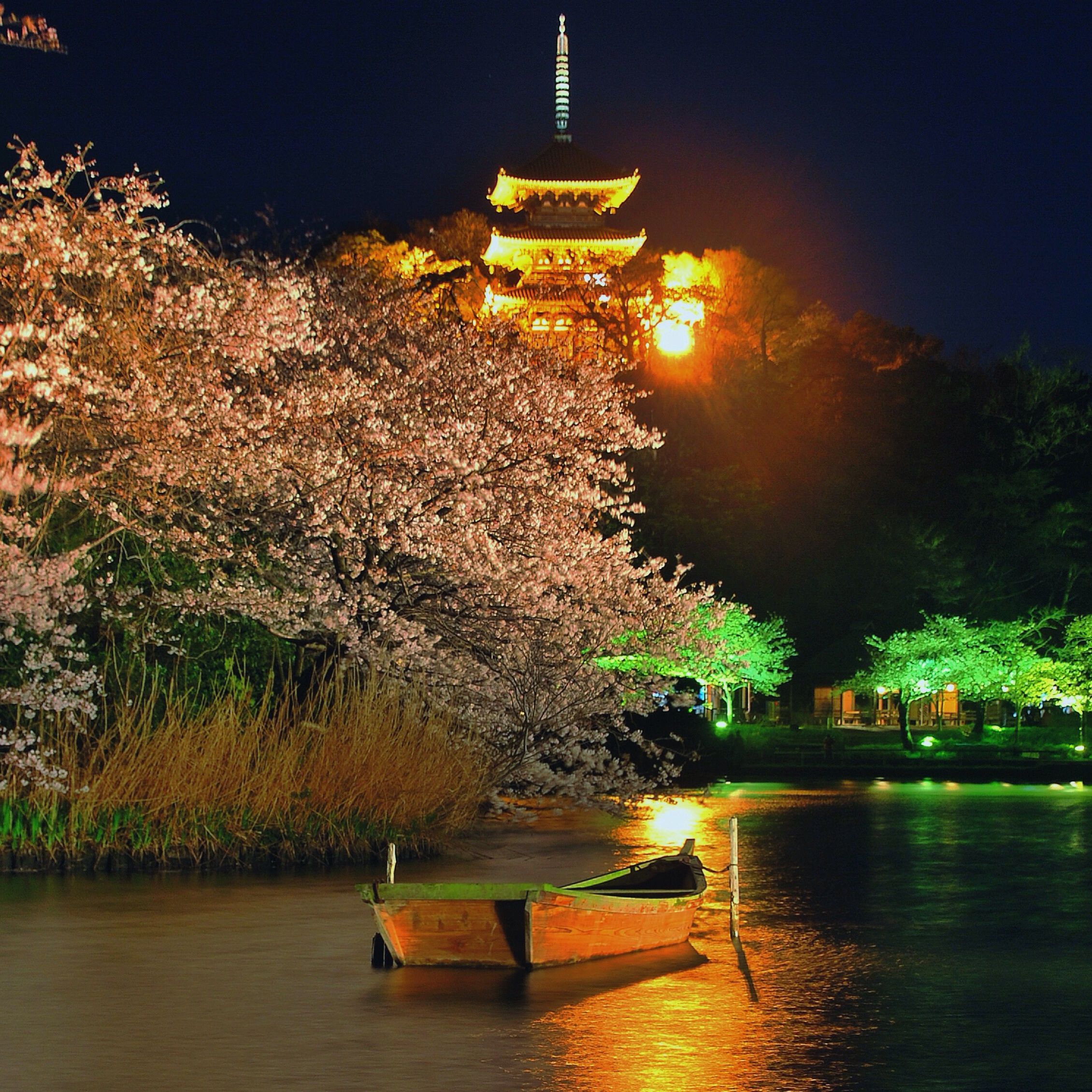
Parque Sankei-en

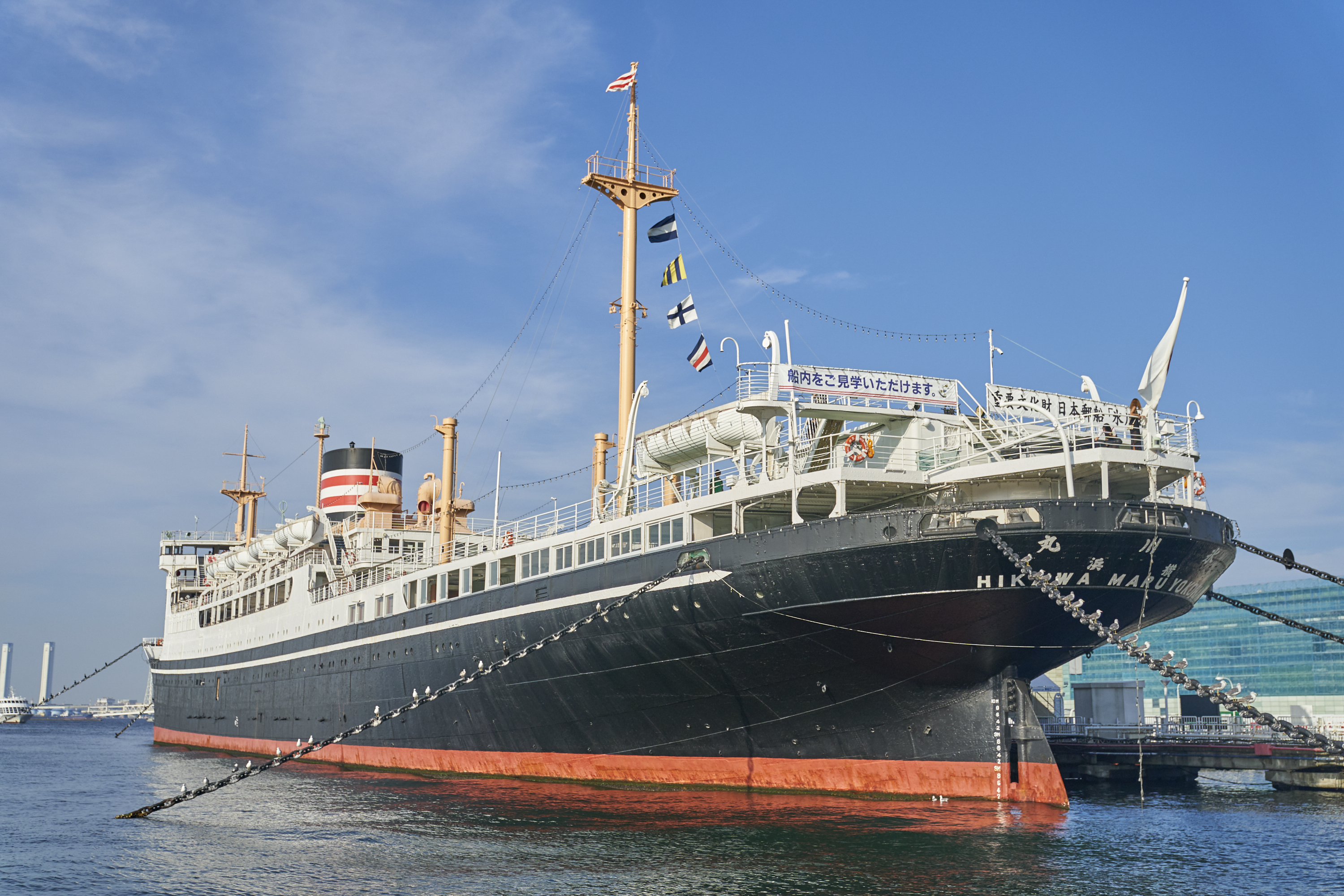
Museu do Navio Hikawa Maru

Como outras cidades japonesas, Yokohama ergueu vários parques públicos para reduzir o impacto da poluição. O mais movimentado, por ser localizado perto do porto, é o Parque Yamashita, cuja área total é de 74 121 m². Depois que a área foi destruída pelo grande terremoto de Kantō, ela reconstruída com um vasto parque natural no ambiente urbano. Ao lado do parque, você pode visitar o histórico New Grand Hotel, onde o general Douglas MacArthur passou sua primeira noite da ocupação do Japão em 1945. e o navio-museu Hikawa Maru.
O maior parque com uma área de 175 mil m² é o jardim japonês Sankei-en, localizado no distrito de Naka. Foi inaugurado em 1906 pelo comerciante têxtil Tomitaro Hara e desde 1953 é administrado pelo governo local através de uma fundação. Sankei é muito popular entre a população local por seu jardim interno, suas árvores de sakura e ume, a residência de Tomitaro e os muitos edifícios que abriga, muitos deles com a qualificação do patrimônio cultural do Japão.

### Clima
Yokohama apresenta um clima subtropical úmido (Köppen: Cfa), com verões quentes e úmidos e invernos frios. A cidade possui um padrão de chuvas, nuvens e sol, embora no inverno seja surpreendentemente ensolarada, mais do que no sul da Espanha. As temperaturas do inverno raramente caem abaixo de zero, enquanto o verão pode parecer bastante quente por causa dos efeitos da umidade.

## Demografia

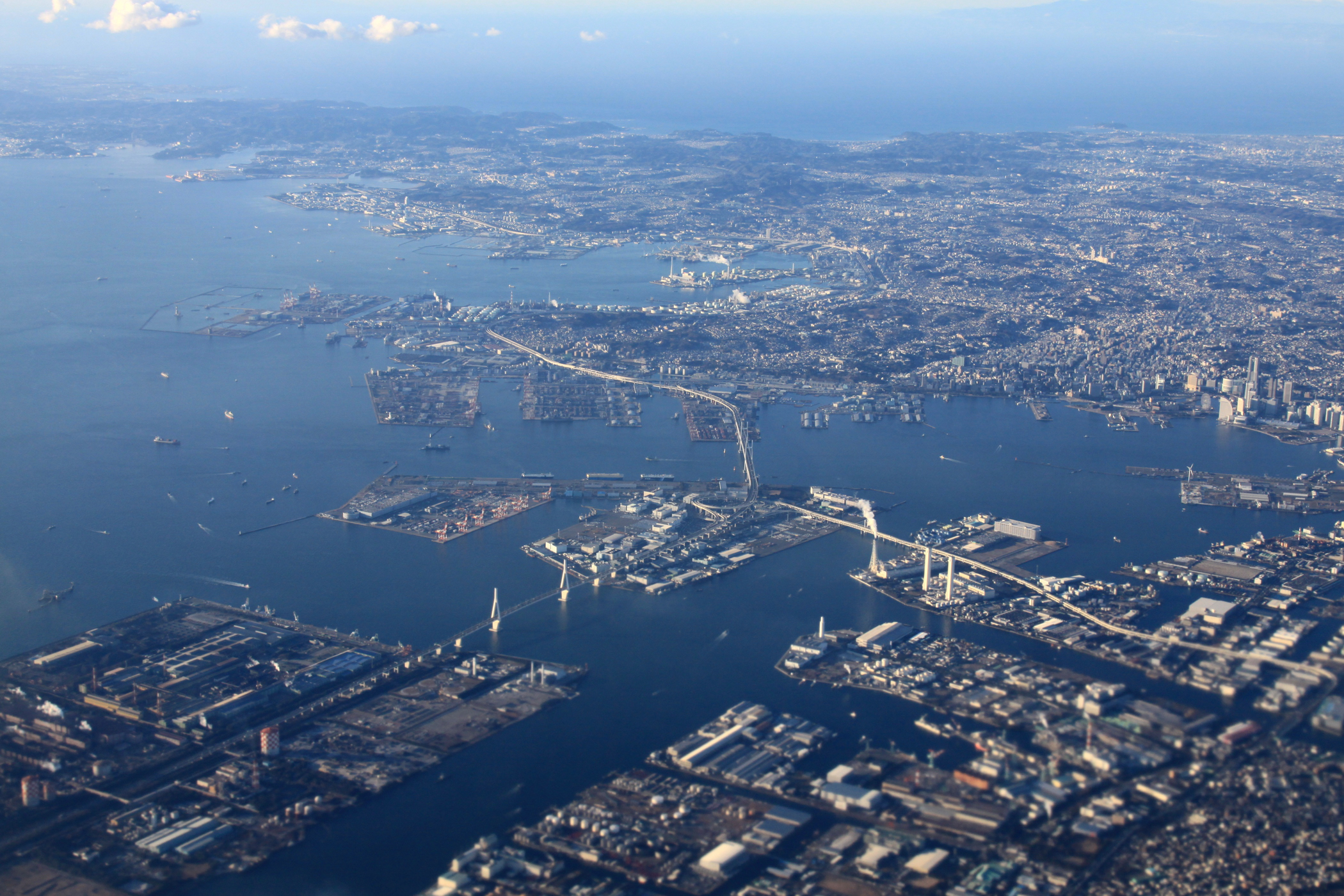
Fotografia aérea da cidade.

Com uma população de 3 691 240 habitantes de acordo em 2012, Yokohama é a segunda cidade mais populosa do Japão, atrás de Tóquio. Um em cada três habitantes da prefeitura de Kanagawa moram na cidade. Faz parte da chamada Área Metropolitana de Kantō, que inclui os 23 distritos capitais e várias cidades da Baía de Tóquio, com uma população estimada em 34 milhões de habitantes que a torna a maior metrópole do mundo.
A história da cidade mudou para sempre com a construção do seu porto internacional, porque até então Yokohama não passava de uma vila de pescadores. Graças ao comércio e à influência internacionais, na década de 1920 se tornou a sexta cidade mais populosa do país (atrás da cidade de Tóquio, Osaka, Nagoya, Kyoto e Kobe). A partir da década de 1950, quando a Segunda Guerra Mundial terminou, Yokohama se tornou um poderoso centro industrial e financeiro que atraiu pessoas de outras regiões, a ponto de exceder os 2,7 milhões de habitantes de Osaka em 1980.
Segundo dados de 2012 do governo municipal, o número de habitantes em idade ativa (15 a 64 anos) é de 2 427 891 pessoas, ou 65,8% do total. Existem cerca de 483 380 crianças menores de 14 anos (13,1%) e cerca de 754 059 idosos (20,4%). Nos últimos anos, houve um declínio na taxa de natalidade, com o consequente aumento da idade média para 43 anos. Existem mais de 80 mil residentes estrangeiros na cidade.

## Política

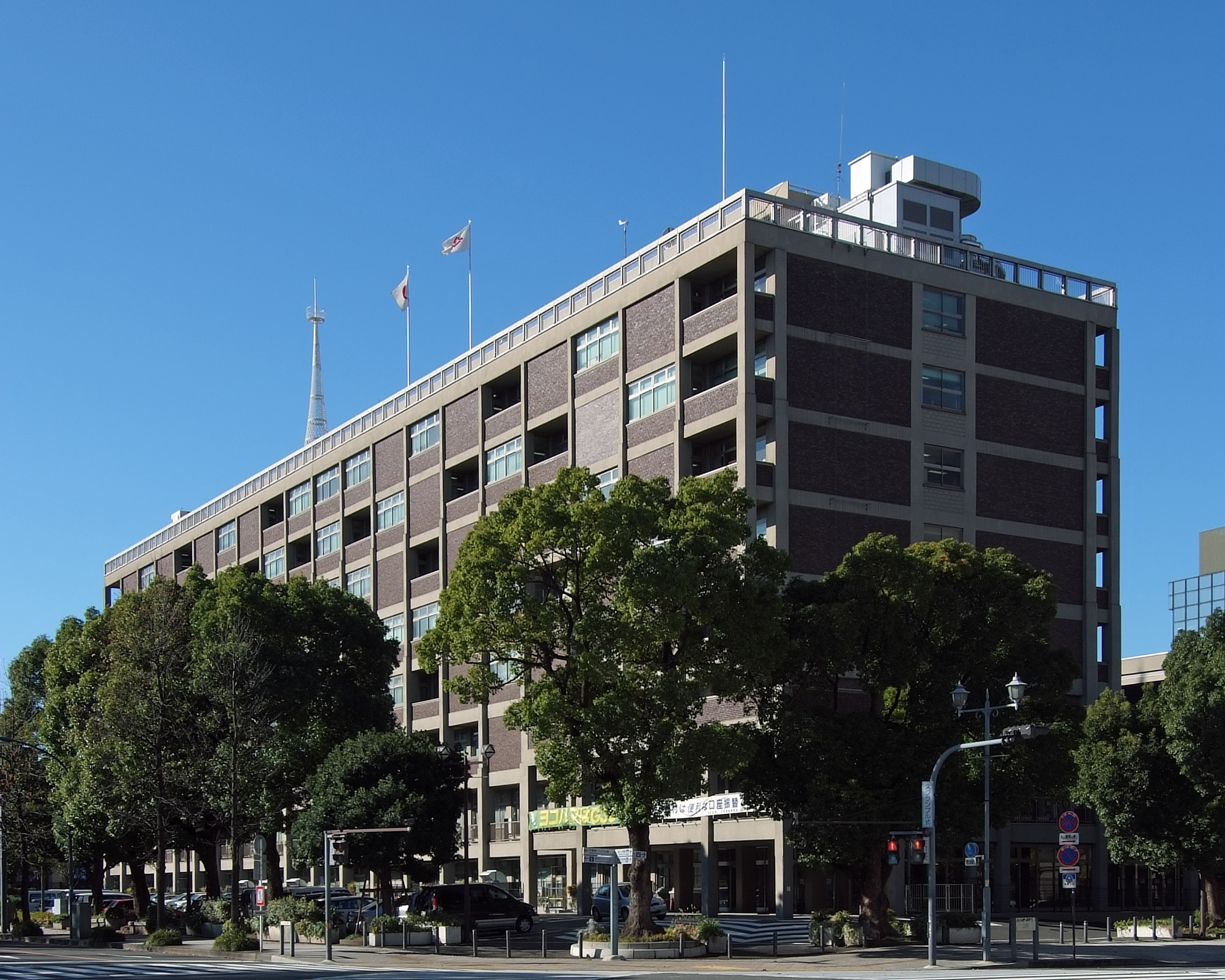
Prefeitura de Yokohama

### Cidades-irmãs
Yokohama tem 8 cidades-irmãs:
- Constanţa, Romênia
- Lyon, França
- Manila, Filipinas
- Mumbai, Índia
- Odessa, Ucrânia
- San Diego, Estados Unidos
- Xangai, China
- Vancouver, Canadá

## Subdivisões
Yokohama tem 18 distritos (ku):

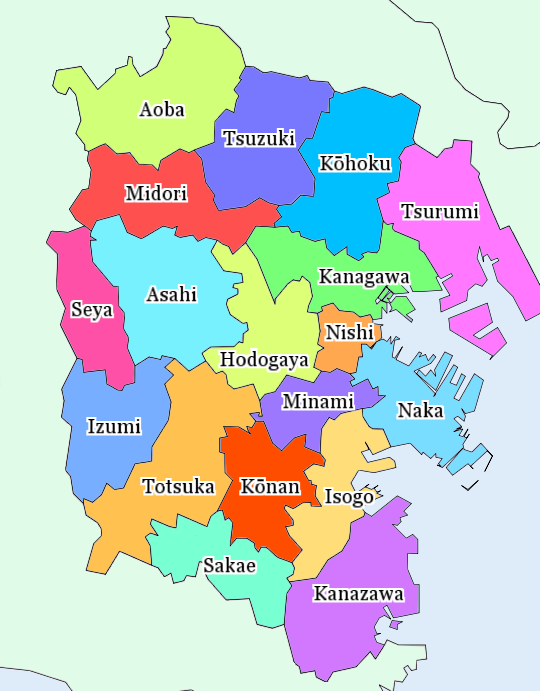
Mapa dos distritos de Yokohama

| - Aoba-ku (青葉区) - Asahi-ku (旭区) - Hodogaya-ku (保土ヶ谷区) - Isogo-ku (磯子区) - Izumi-ku (泉区) - Kanagawa-ku (神奈川区) - Kanazawa-ku (金沢区) - Kōhoku-ku (港北区) - Kōnan-ku (港南区) | - Midori-ku (緑区) - Minami-ku (南区) - Naka-ku (中区) – administrative center - Nishi-ku (西区) - Sakae-ku (栄区) - Seya-ku (瀬谷区) - Totsuka-ku (戸塚区) - Tsurumi-ku (鶴見区) - Tsuzuki-ku (都筑区) |

## Economia

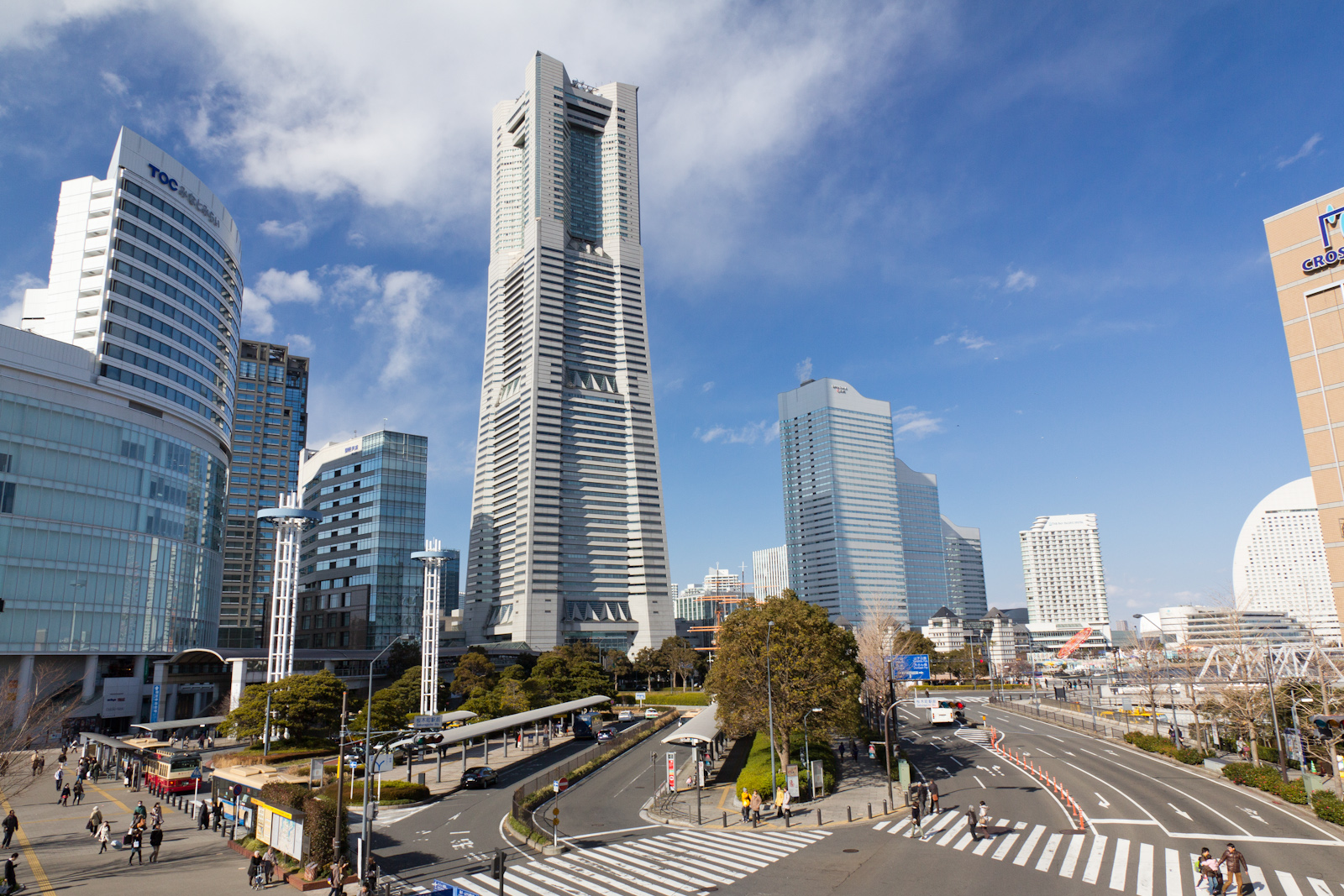
O centro financeiro da cidade. Em destaque, o Yokohama Landmark Tower, o edifício mais alto do Japão.

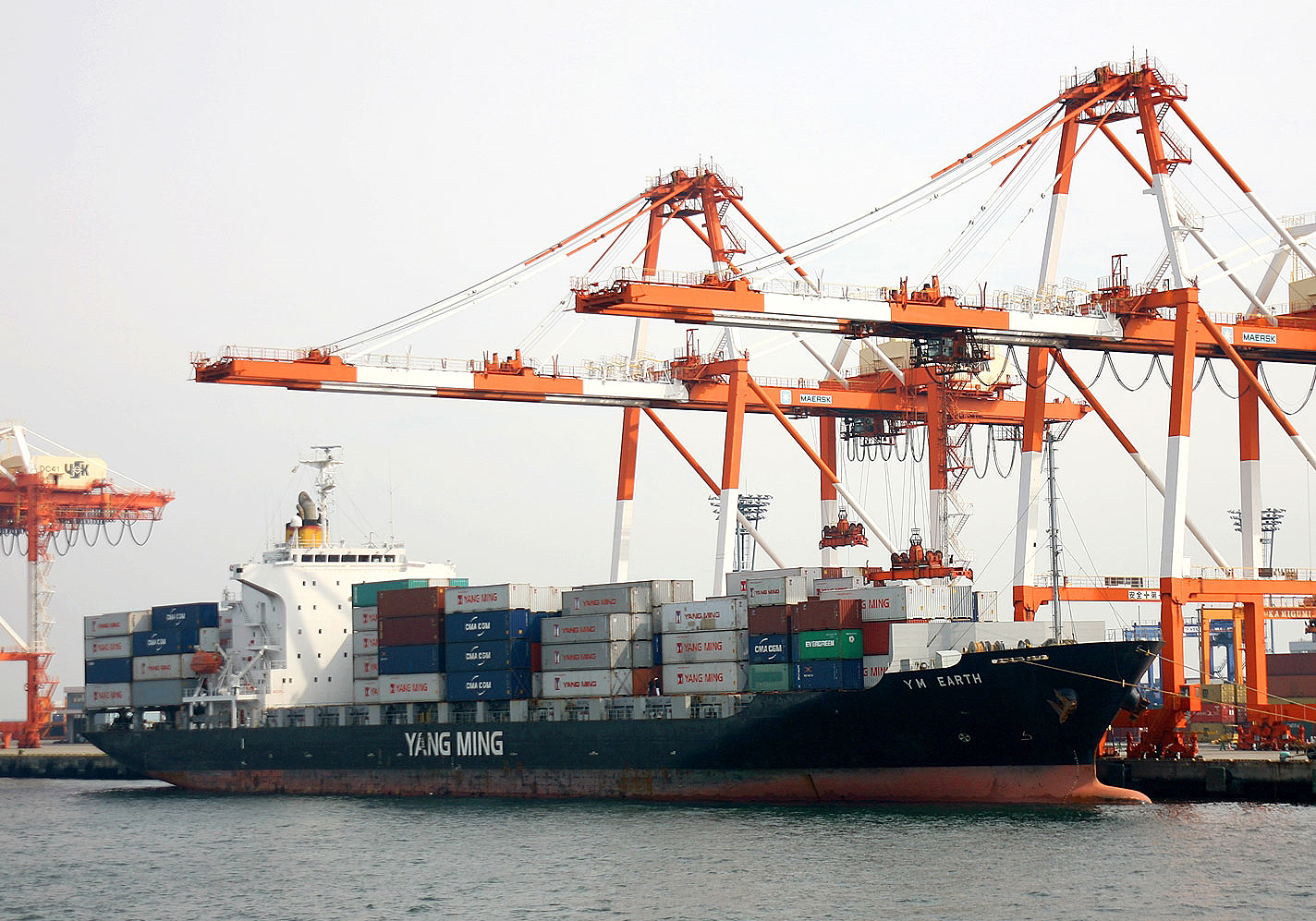
Porto de Yokohama

A cidade possui uma forte base econômica, especialmente nas indústrias de transporte de mercadorias, biotecnologia e semicondutores. A Nissan mudou sua sede de Tóquio para Yokohama em 2010. Em 2015, o PIB per capita nominal de Yokohama era de 30 625 dólares.
A cidade está integrada na designada Zona Industrial de Keihin, na qual as indústrias mais importantes são a de refinação de petróleo, a química, de equipamentos de transporte, de peças eléctricas, maquinaria, automóveis e de construção naval, sendo ainda de referir as indústrias tecnologia de ponta. Yokohama é um dos maiores centros de negócios do Japão como parte da Área Metropolitana de Kantō, que juntos produz 40% do produto interno bruto japonês. De acordo com a Organização de Comércio Exterior do Japão, as principais indústrias são o setor de serviços, fabricação, atacado, transporte e telecomunicações. Estima-se que mais de 126 000 empresas estejam instaladas na cidade. Além disso, a cidade possui escritórios comerciais em Frankfurt am Main (Alemanha), Xangai (China) e Mumbai (Índia).
O porto de Yokohama é o pilar da economia local, baseado no transporte marítimo de mercadorias desde 1859. Localizado no noroeste da Baía de Tóquio, é um porto natural com uma área de 7 315 hectares e 10 docas para várias atividades, incluindo eles transportam máquinas, cargas, navios de cruzeiro e produtos perecíveis. Segundo dados de 2009, gerencia 115,54 milhões de toneladas de mercadorias por ano, sendo o segundo porto mais importante do Japão. Graças a essa instalação, foi promovida a construção de infraestrutura para conectá-lo a Tóquio, incluindo a primeira linha ferroviária de 1882 e houve um notável intercâmbio cultural que ajudou a introduzir produtos ocidentais, como sorvete, cerveja e a imprensa diária.
Desde os anos 1980, Yokohama optou por diversificar sua economia e se tornar um centro financeiro. Esta estratégia foi promovida com a construção do distrito financeiro Minato Mirai 21. Através de um ambicioso plano de renovação urbana, foram concedidos incentivos para várias empresas japonesas - incluindo a Nissan Motors - para estabelecer sua sede em um novo terreno com arranha-céus, centros de congressos (Pacific Yokohama), áreas verdes, instalações culturais e um parque temático. Atualmente, mais de 67.000 pessoas trabalham em Minato Mirai e todo o complexo recebe 58 milhões de visitantes por ano.
As empresas mais importantes da cidade são JVC (1927), JGC Corporation (1928), Nissan Motor Corporation (1933) e Koei (1978).

## Infraestrutura

### Educação

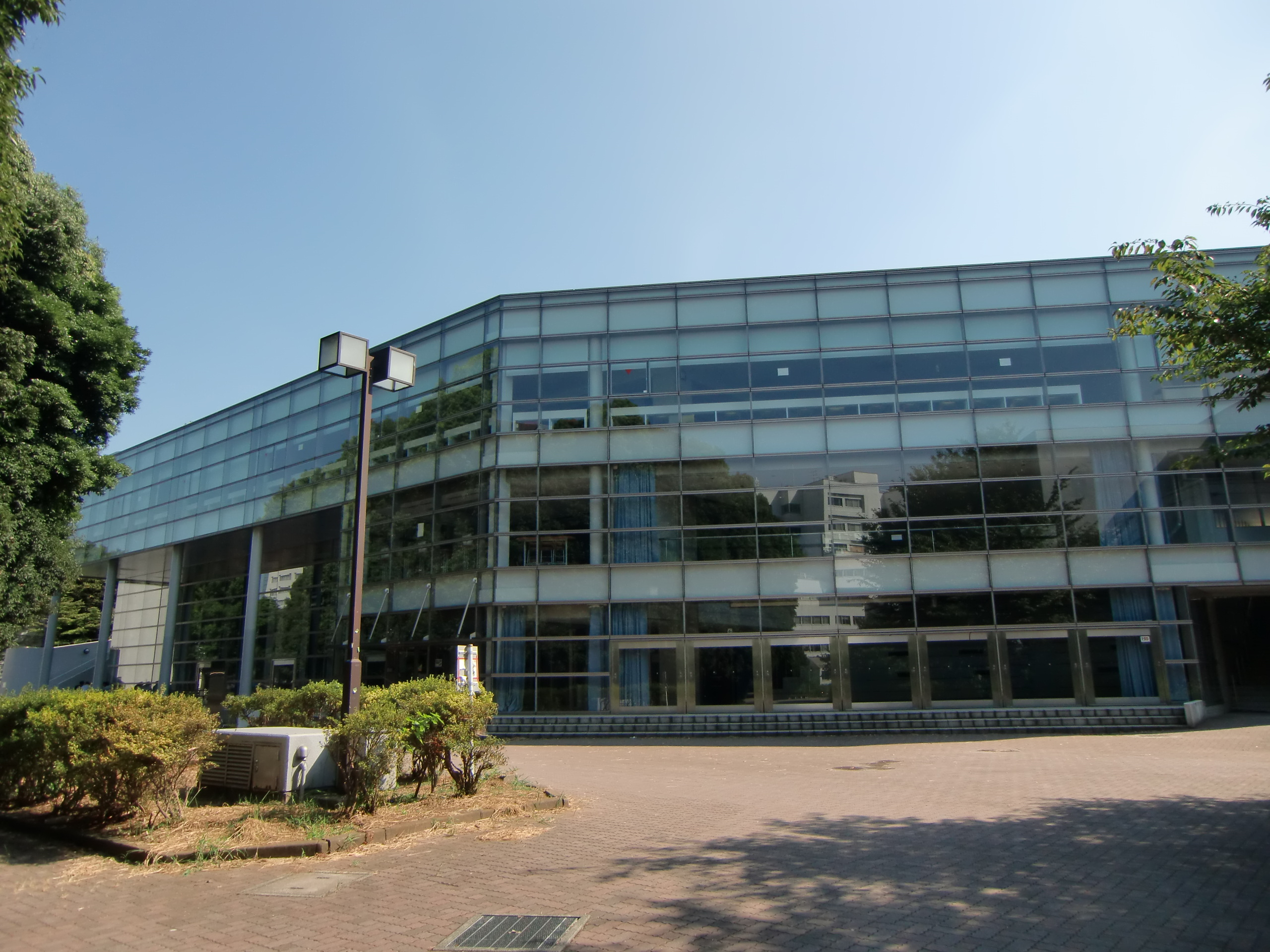
Biblioteca da Universidade Nacional de Yokohama.

Escolas públicas de ensino fundamental e médio são operadas pela prefeitura. Existem nove escolas públicas de ensino médio que são operadas pelo Conselho Educacional da Cidade de Yokohama e várias escolas públicas de ensino médio que são operadas pelo Conselho de Educacional da Prefeitura de Kanagawa. A Universidade Nacional de Yokohama é a principal universidade da cidade e também é uma das universidades nacionais de maior reputação no Japão.

### Transportes

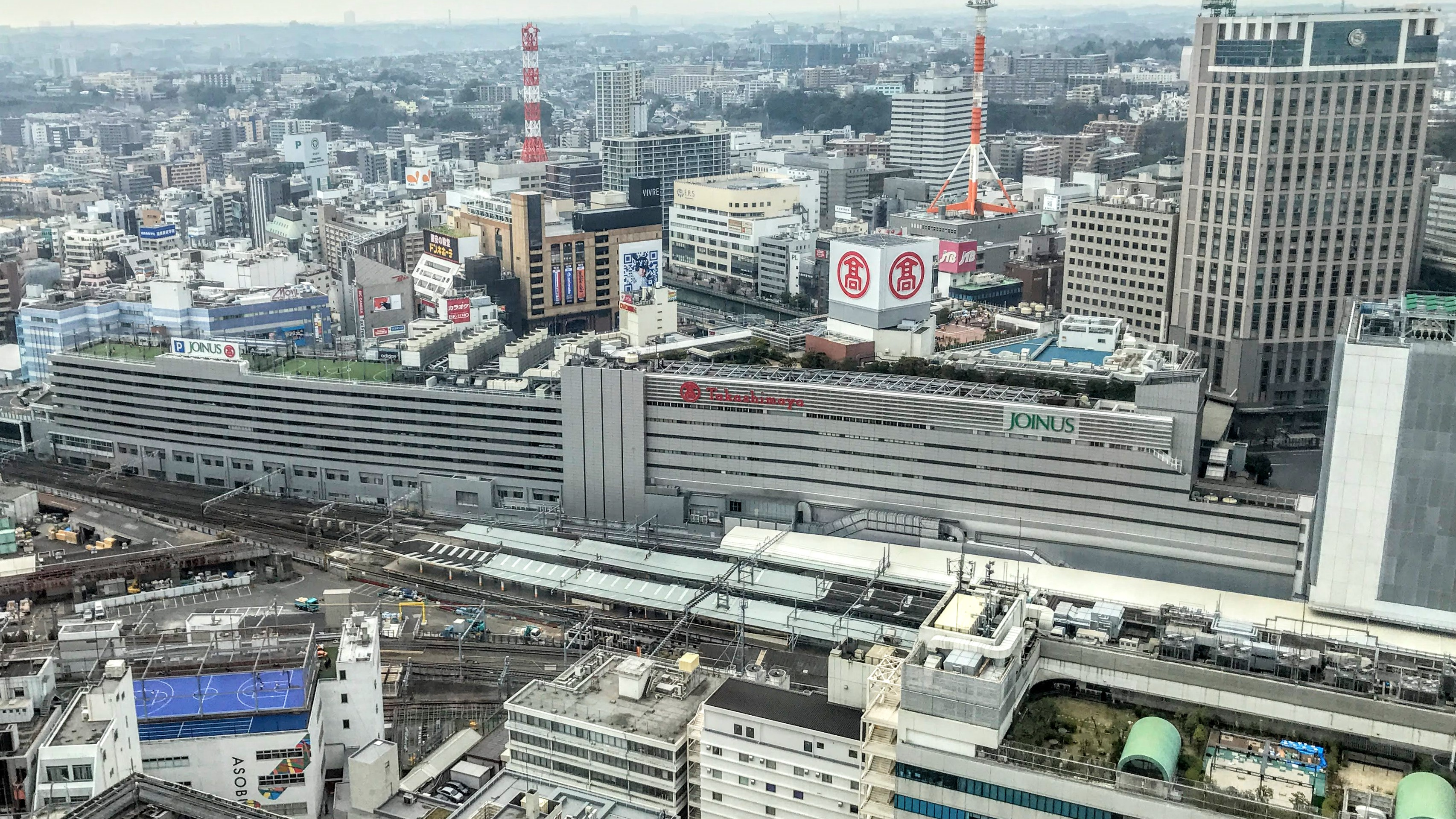
Estação de Yokohama

Yokohama é atendida pelo Tōkaidō Shinkansen, uma linha ferroviária de alta velocidade com uma parada na estação Shin-Yokohama. A estação de Yokohama também é uma estação importante, com dois milhões de passageiros diariamente. O metrô de Yokohama, a linha Minatomirai e a linha costeira de Kanazawa fornecem serviços de metrô.
Yokohama é o 31º maior porto marítimo do mundo em termos de volume total de carga, com 121 326 toneladas de frete em 2011, e ocupa a 37ª posição em TEUs. Em 2013, foi reconhecida como o terminal de contêineres mais produtivo do mundo, com uma média de 163 movimentos de guindastes por hora, por navio entre a chegada e a partida da embarcação no ancoradouro.
Yokohama não possui um aeroporto, mas é coberta pelos dois aeroportos da região metropolitana de Tóquio. O mais próximo da cidade é o Aeroporto Internacional de Haneda, localizado em Ota (Tóquio), a uma curta distância de Kawasaki. No entanto, a maioria dos voos para Tóquio do exterior geralmente chega ao Aeroporto Internacional de Narita, a 14 quilômetros de distância. Existe um trem direto (Narita Express) que conecta o aeroporto à estação de Yokohama.

## Cultura

### Esportes

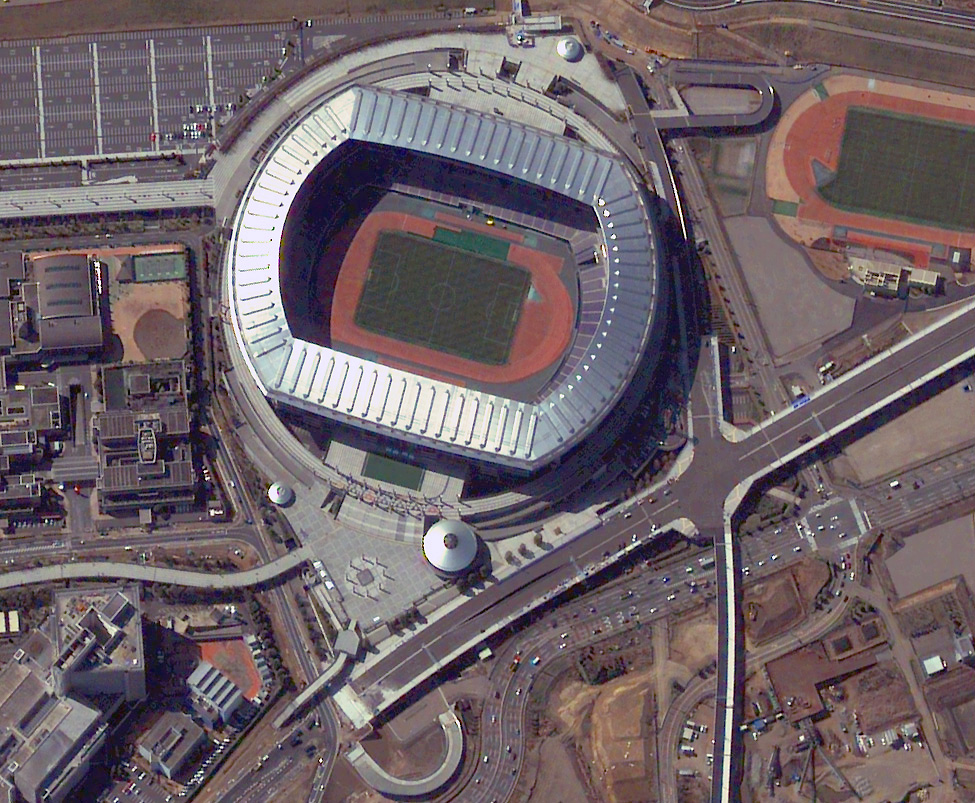
Estádio Internacional de Yokohama

Yokohama organiza eventos esportivos de alto nível e possui clubes esportivos profissionais com mais torcedores no Japão: beisebol e futebol.
A instalação esportiva mais importante é o Estádio Internacional de Yokohama, com capacidade para 72 mil espectadores. É o lar do principal clube de futebol local, Yokohama F. Marinos, embora também possa sediar competições de atletismo. É um dos locais da seleção nacional de futebol do Japão e realizou grandes eventos como a final da Copa do Mundo FIFA de 2002, as três últimas Copas Intercontinentais e várias finais da Copa do Mundo de Clubes da FIFA. Também sediou a final da Copa do Mundo de Rugby Union de 2019 e será sede dos Jogos Olímpicos de Verão de 2020. Outros campos de futebol são a cidade esportiva de Marinos Town e o Estádio de Mitsuzawa (Yokohama FC), subsede de futebol nos Jogos Olímpicos de Verão de 1964.[carece de fontes?]
O Estádio de Yokohama é o principal campo de beisebol e onde joga o Yokohama DeNA BayStars da Liga Japonesa de Beisebol Profissional. Foi inaugurado em 1978, com capacidade para 30 mil espectadores.
As principais arenas multiuso são a Arena Yokohama (17 mil espectadores), que é frequentemente usada em concertos e eventos de artes marciais mistas e a Piscina Internacional de Yokohama, sede do Campeonato Pan-Pacífico de Natação em 2002.